# HD 102365
HD 102365 é uma estrela na constelação de Centaurus. Tem uma magnitude aparente visual de 4,88, sendo visível a olho nu em locais sem muita poluição luminosa. É uma estrela próxima localizada a uma distância de 30,3 anos-luz (9,3 parsecs) da Terra, determinada a partir de medições de paralaxe pela sonda Gaia. Atualmente se afastando do Sistema Solar com uma velocidade radial de 17,3 km/s, fez sua aproximação máxima ao Sol há 30,7 milhões de anos, quando chegou a uma distância de 29,2 anos-luz (8,95 pc).

## Propriedades
Esta é uma estrela da sequência principal parecida com o Sol com um tipo espectral de G2V (o mesmo do Sol) e temperatura efetiva de 5687 K. Tem uma massa de 84% da massa solar, um raio de 93% do raio solar e está brilhando com 81% da luminosidade solar. Está girando muito lentamente com uma velocidade de rotação projetada de 0,7 km/s. Tem uma metalicidade, a abundância de elementos que não são hidrogênio e hélio, inferior à solar, com apenas 51% da abundância solar de ferro.
HD 102365 forma um sistema estelar binário com uma anã vermelha de magnitude aparente 15,43 que está a uma separação angular de 22,9 segundos de arco, o que equivale a uma separação física mínima de 211 UA. É estimado que tenha um tipo espectral de M4V e um período orbital de 3,1 mil anos. As medições de paralaxe da sonda Gaia confirmaram que essa estrela está aproximadamente à mesma distância da primária.

## Sistema planetário
Em 2011 foi publicada a descoberta de um planeta extrassolar orbitando HD 102365. A descoberta foi feita pelo método da velocidade radial, que consiste em detectar variações na velocidade radial de uma estrela causadas pela presença de um planeta em órbita. Com uma massa mínima de 16 vezes a massa da Terra, presume-se que ele seja um gigante gasoso parecido com Netuno. Sua órbita tem um período de 122 dias, semieixo maior de 0,46 UA e uma excentricidade moderada de 0,34. Observações do sistema no infravermelho não revelaram excesso de emissão que indicaria a presença de um disco de detritos ao redor da estrela.
| Planeta | Massa          | Semieixo maior (UA) | Período orbital (dias) | Excentricidade |
| ------- | -------------- | ------------------- | ---------------------- | -------------- |
| b       | >16,0 ± 2,6 M⊕ | 0,46 ± 0,04         | 122,1 ± 0,3            | 0,34 ± 0,14    |